# アンドレ・ルイス・バヘート・シウヴァ・リマ
アンドレ・リマ (André Lima) こと、アンドレ・ルイス・バヘート・シウヴァ・リマ（Andre Luiz Barretto Silva Lima, 1985年5月3日 - ）は、ブラジルリオデジャネイロ出身の元サッカー選手。現役時代のポジションはフォワード。

## 経歴
2007年8月、移籍金350万ユーロでヘルタ・ベルリンに移籍した。だがヘルタ・ベルリンでポジションはつかめず、ブラジルのクラブに貸し出され、2010年グレミオに完全移籍した。2013年2月より中国超級リーグ・北京国安に移籍。中国サッカーに順応出来ず、同年7月に母国のヴィトーリアにレンタル移籍したが、移籍後の初戦であるコリチーバ戦にて左膝に重傷を負ってしまった。